# Psyllaephagus hammadae
Psyllaephagus hammadae är en stekelart som beskrevs av Svetlana N. Myartseva 1981. Psyllaephagus hammadae ingår i släktet Psyllaephagus och familjen sköldlussteklar.
Artens utbredningsområde är:
- Turkmenistan.
- Tadzjikistan.

Inga underarter finns listade i Catalogue of Life.